# Claudia Calderón
Claudia Calderón (* 1959 in Palmira/Valle del Cauca) ist eine kolumbianische Pianistin, Komponistin, Musikpädagogin und -wissenschaftlerin.

## Leben
Calderón studierte Musik in Cali und Bogotá und setzte ihre musikalische Ausbildung an der Hochschule für Musik, Theater und Medien Hannover bei David Wilde und Diether de la Motte fort. In Italien besuchte sie Kurse von György Sándor. Seit 1987 lebt sie in Venezuela, wo sie Kammermusik u. a. am Conservatorio Nacional Simón Bolívar und am Instituto Superior de Estudios Musicales in Caracas unterrichtet. Daneben widmet sie sich der Erforschung der traditionellen Harfenmusik in Kolumbien und Venezuela und der Joropo-Musik der Llanos, zu der sie Artikel und Transkriptionen verschiedener historischer musikethnologischer Aufnahmen in Venezuela, Kolumbien und Frankreich veröffentlichte und hielt Vorlesungen für die Historical Harp Society an der University of Massachusetts Amherst und an der Universität Mainz. Sie ist Gründerin der Fundación Editorial Arpamérica, die sich der Erforschung und Verbreitung des südamerikanischen Harfenmusik widmet.
Als Klaviersolistin und Kammermusikerin trat Calderón (u. a. mit dem Cellisten Paul Desenne) mit klassischen und zeitgenössischen Werken sowie eigenen Kompositionen u. a. in Venezuela, Kolumbien, Uruguay, Südafrika, England, Frankreich, Deutschland und Mexiko auf. Zu ihren Kompositionen zählen Soloklavierwerke, Kammermusik und sinfonische Werke. Diese wurden u. a. in Konzertsälen Venezuelas und Mexikos, beim City of London Festival und am Barbican Center in London, in der Maison de l'Amerique Latine in Paris, an der Universität Pretoria und beim Festival de las Américas in Tampa aufgeführt. Auf den CDs El Piano Llanero I und El Piano Llanero II spielte sie auf der traditionellen Harfenmusik basierende Werke ein, auf einer weiteren Solo-CD Werke des kolumbianischen Komponisten Pedro Morales Pino.